# Буйницкий, Казимир Андреевич
Казимир Андреевич Буйницкий (1788—1878; пол. Kazimierz Bujnicki) — польский писатель

-беллетрист, публицист и краевед; член Виленской археологической комиссии, один из инициаторов освобождения крестьян в Остзейском крае.

## Биография
Казимир Буйницкий родился 30 ноября 1788 года в имении Дагетен.
Буйницкий стал одним из инициаторов социальных реформ в Инфлянтии и освобождения крестьян в Остзейском крае, сторонников объединения латышских народностей.
В 1842—1849 годах он издавал альманах «Rubon. Pismo poświęcone pożytecznej rozrywce» («Даугава, Журнал о полезных развлечениях»), выпустив 10 томов общим объемом 2800 страниц. Издание главным образом было посвящено истории культуры края, его хозяйственной жизни и литературе. В нём публиковались Иосиф Плятер, Михаил Борх, Ян Юзеф Яловецкий и другие авторы.
В день золотой свадьбы Казимира Буйницкого и его супруги написанная юбиляром драма «Костюшко в Швейцарии» была поставлена в Дагетене. Польские критики признали её наиболее значительным драматическим произведением автора.
Буйницкий публиковался в периодических печатных изданиях Российской империи, в частности, в «Tygodnik Petersburski» и «Атенеуме». Состоял членом Виленской археологической комиссии и был куратором школ Виленской губернии.
В 1863 году он написал энциклопедическую статью «Инфлянтия (Widsemme)» для XII тома польской «Всеобщей энциклопедии», познакомив как поляков, так и широкие круги европейского общества с этим регионом.
Казимир Андреевич Буйницкий умер 14 июля 1878 года в родном городе.

## Творчество
Труды К.Буйницкого собраны в 7 томах, два из которых являются двухтомниками. Не все работы были включены в собрание, в том числе драма «Костюшко в Швейцарии».
Наиболее значительный культурно-исторический труд Буйницкого — «Pamiętniki ks. Jordana» (Воспоминания священника Иордана, 1852, 524 с.) — опубликован в альманахе «Рубон». В нём очень детально отражены природа, история, древние традиции крестьян Латгалии с точки зрения просветителя, реалиста и энциклопедиста.
Среди наиболее известных произведений автора: «Komedje» (1851); «Stara Panna» (1854); «Siostra Gertruda» (1842); ; «Biurko» (1862); «Wedròwki» (1841); «Nowa wedròwka po małych drogach» (1852).
В своих рассказах он очень точно и достоверно изображал жизнь белорусского народа в XIX веке.

## Оценка
«Образованный, прогрессивный, мудрый помещик Дагды (где он появился после Гильзенов) за свою 90-летнюю жизнь с истинным порывом и творческим жаром смог сделать очень много. Но парадоксально — этот выдающийся муж до сих пор в нашем обществе, в том числе в Латгалии, почти неизвестен и в историю нашей культуры и наследие не включён». Профессор, доктор философских наук Петерис Зейле.